# Suo marito
Suo marito, pubblicato anche con il titolo Giustino Roncella nato Boggiolo, è un romanzo scritto da Luigi Pirandello nel 1911. 

## Trama
Giustino Boggiolo, un modesto impiegato fornito di una cultura altrettanto modesta, sposa la giovane scrittrice Silvia Roncella e, dopo che questa diventa celebre, rivela uno straordinario fiuto negli affari, prendendo tutte le iniziative di contratto con gli editori, i critici, i giornalisti, i traduttori e il pubblico, per reclamizzare e far fruttare la produzione letteraria della moglie.

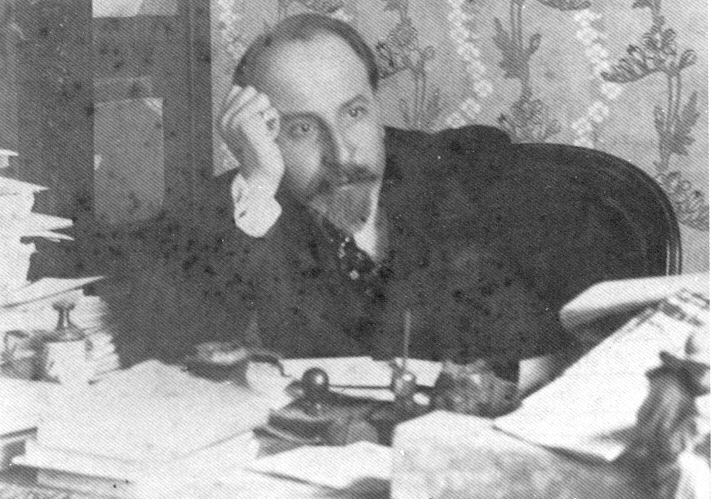
Pirandello nel 1908 circa

Questa sua frenetica attività di agente pubblicitario lo espone alla malignità dei colleghi d'ufficio, che lo ridicolizzano appioppandogli il nomignolo di Roncello e facendogli trovare i biglietti da visita intestati a Giustino Roncella nato Boggiolo.
Silvia, che vede il ridicolo della situazione, si distacca sempre più dal marito e si separa da lui, cedendo al corteggiamento di un maturo scrittore, Maurizio Gueli, né si ricongiunge più col marito quando perde l'amore del Gueli e le muore il figlio, sicché sia Giustino sia lei restano soli, ciascuno per la propria strada, chiusi nel proprio dramma interiore.

## Analisi
All'interno del romanzo è rilevabile il tema del relativismo psicologico interpersonale, che mette capo all'incomunicabilità tra gli uomini (tema pirandelliano ricorrente). Se da principio al lettore è offerto il punto di vista della moglie, che non si sente riconosciuta nella propria individualità e si ritiene strumentalizzata dal marito, al punto da ritenere sbagliata la loro stessa unione (in questa prima parte sono notevoli le analogie col dramma Casa di bambola di Henrik Ibsen, pur senza che si possa dare per certa un'effettiva derivazione di Suo marito dal dramma), in una seconda parte il punto di vista del marito emerge, con la conseguenza che agli occhi del lettore non esistono più una ragione e un torto: Giustino e Silvia propongono due versioni degli stessi eventi che sono entrambe verità, tema ricorrente in moltissime delle sue opere, tra cui il dramma: Così è (se vi pare), trasposizione teatrale della novella: La signora Frola e il signor Ponza, suo genero scritta nel 1917 e anche specialmente nel romanzo: L'esclusa (col famoso motto in latino:"NIHIL-MIHI-CONSCIO") o per alcuni tratti nel romanzo: Uno, nessuno e centomila.

## Pubblicazione
L'opera fu pubblicata con il titolo di Suo marito dallo stesso autore nel 1911, dopo aver incontrato l'opposizione dell'editore Treves, che avrebbe dovuto stamparlo , perché i personaggi erano molto probabilmente ispirati a Grazia Deledda ed al marito, Palmiro Madesani, e comunque con loro potevano essere identificati. In seguito l'autore ne fece una revisione da intitolarsi Giustino Roccella, nato Boggiolo, ma non la pubblicò, secondo il figlio Stefano perché temeva l'identificazione dei personaggi con Grazia Deledda (ormai insignita del Premio Nobel per la letteratura) ed il marito.